# 一岡浩司
一岡 浩司（いちおか こうじ、1961年8月12日 - ）とは、元鉄道会社社員で笠松競馬場公認の競馬予想屋（予想師）である。

## 来歴
三重県上野市（現・伊賀市）出身、名張市在住。三重県立上野商業高等学校を卒業した1980年に近畿日本鉄道に入社。同社駅係員、車掌を経て運転士となる。
近鉄社員時代から競馬に造詣があったが、2003年、笠松競馬場の予想屋が構成する組合の会長からスカウトを受け、近鉄を退社して同競馬場の予想屋となった。屋号（芸名）は『大黒社』。かつては名古屋競馬場でも予想屋をおこなっていたことがある。
2005年、予想屋志願の女性を受け入れ、自らが指南役（師匠）となり、翌2006年に予想屋として一本立ちさせた（この女性予想師は2009年3月に廃業）。女性予想屋の存在そのものがめずらしい背景を受け、師匠である当人ともども、各種マスコミからの取材を受けた。また同年から『競馬フォーラム』誌の連載コラムを、2007年7月の同誌休刊号まで担当した。
その後も単発テレビ番組出演等、マスメディアへの露出機会があった。かつて東海ラジオで放送されていた『チア・スポ』に、中央競馬のGI予想コーナー（金曜日放送）担当者として出演したこともある。

## エピソード
- 屋号である『大黒社』は、園田、姫路の両競馬場で長年に亘り予想屋を務めた人物の屋号と同一名であるが、その人物から許可をもらって付けている[7]。
- 2006年11月23日の笠松競馬で、馬番連勝複式の完全的中（パーフェクト）を達成した[8][9]。
- 社会人野球への造詣が深く、都市対抗野球大会、社会人野球日本選手権大会の現地観戦はもとより、両大会の地区予選も頻繁に観戦に出かけるなど、その数は年間約70〜80試合ほどにも及ぶという。
- 近鉄在籍時代、会社に内緒で競馬専門紙の『競馬ファン』（2009年3月休刊）の採用試験を受けている。内定通知が出たが、両親から猛反対され辞退した[10]。